# Santa-Maria-di-Lota
 Santa-Maria-di-Lota  là một xã ở tỉnh Haute-Corse trên đảo Corse, Pháp. Xã này có diện tích 13,2 km², dân số năm 1999 là 1791 người. Khu vực này có độ cao 300 mét trên mực nước biển.